# Nordische Skiweltmeisterschaften 1925/Teilnehmer (Schweiz)
| Goldmedaillen | Silbermedaillen | Bronzemedaillen |
| ------------- | --------------- | --------------- |
| —             | —               | —               |

Die Schweiz nahm an den nachträglich zu den Nordischen Skiweltmeisterschaften von 1925 erklärten Rendezvous-Rennen in Johannisbad im tschechoslowakischen Teil des Riesengebirges mit einer Delegation von vier Athleten teil. 
Die erfolgreichsten Teilnehmer waren Xaver Affentranger aus Kriens der mit einem dritten Rang in der Nordischen Kombination die erste Medaille für den Schweizer Skiverband bei nordischen Skiweltmeisterschaften erkämpfte sowie Stefan Lauener mit einem 6. Platz im Sprunglauf und einem 11. Rang in der Nordischen Kombination. 

## Teilnehmer und ihre Ergebnisse
| Sportler           | Verein                     | Skilanglauf 18 km | Skilanglauf 50 km | Skispringen Großschanze | Nordische Kombination |
| ------------------ | -------------------------- | ----------------- | ----------------- | ----------------------- | --------------------- |
| Xaver Affentranger | Ski-Club Luzern            | 14.               | –                 | 20.                     | 3.                    |
| Hans Eidenbenz     | Ski-Club Alpina St. Moritz | 50.               | –                 | DNF                     | 15.                   |
| Stefan Lauener     | Ski-Club Wengen            | 35.               | –                 | 6.                      | 11.                   |
| Sepp Schmid        | Skiclub Adelboden          | 16.               | –                 | –                       | –                     |